# Pijlgif
Pijlgiften zijn vergiften gebruikt bij de jacht met pijl-en-boog of met de blaaspijp.
Ze dienden om de jacht efficiënter te maken. Een raak schot dat geen vitale delen raakt of slechts een lichte verwonding veroorzaakt, is nu voldoende om een prooi te doden. Typische pijlgiften zijn gevaarlijk bij injectie maar niet bij opname door de mond; de prooi kan dan immers niet gegeten worden. De benodigde dosis moet zo klein zijn dat deze op een pijlpunt kan worden aangebracht. Dat houdt in de praktijk in: maximaal enige honderden milligrammen. Als men er dan nog rekening mee houdt dat de meeste giftige extracten niet zeer geconcentreerd zijn, met een paar procent van de werkzame stof, dan gaat het meestal om stoffen waarvan 10 milligram of minder een effectieve dosis voor de beoogde prooi moet zijn. Het is ook nuttig als het effect snel intreedt omdat het prooidier anders nog ver weg kan vluchten.
Veelal werken de gebruikte vergiften in op het geleidingsmechanisme van het hart of op de overgang van zenuw naar spier: de motorische eindplaat.
Pijlgiften bevatten overigens in het algemeen veel meer dan slechts 1 werkzaam vergif (curare kan wel 70 verschillende alkaloïden bevatten) en het is niet altijd bekend welke stoffen allemaal bijdragen aan het effect. De giftigste bestanddelen zijn meestal wel bekend en onderzocht.
Bij primitieve oorlogsvoering werd ook wel van vergiftigde pijlen gebruikgemaakt, en in recente tijden is het wel voorgekomen dat sluipmoordenaars, onder andere van geheime diensten, zich van vergiftigde projectielen hebben bediend, bijvoorbeeld met ricine in het geval van Georgi Markov. In deze gevallen is de snelheid van werking minder belangrijk dan de zekerheid van het effect. Pijlgiften zijn intensief bestudeerd, vooral ook om te ontdekken of ze stoffen bevaten die als geneesmiddel zouden kunnen worden gebruikt.

## Zuid-Amerika
Indianenstammen in Zuid-Amerika bedienen zich wel van het gif curare, dat onder andere het alkaloïd D-tubocurarine bevat, en wordt gewonnen uit een bepaalde liaan, Chodondendron tomentosum en andere planten, waaronder Strychnos toxifera, S. guianensis en Sciadotenia toxifera. Ook huidafscheidingen van pijlgifkikkers, zoals het batrachotoxine, werden gebruikt.

## Afrika
De Afrikaanse bosjesmannen gebruikten larven en poppen van bepaalde kevers, onder andere Diamphidia nigro-ornata Dit vergif, diamphidiatoxine, een eiwit, is een uitzondering binnen de pijlgiften omdat het uren tot dagen kon duren voor het geraakte dier niet meer kan lopen. In de Kalahari-woestijn was het, anders dan in het oerwoud, wel goed mogelijk een dergelijk dier te blijven volgen door het spoor dat ze achter lieten. Het werkingsmechanisme is onduidelijk, verschillende onderzoekers hebben tegenstrijdige conclusies gepubliceerd. Het lijkt zowel sterk hemolytisch als op de zenuwgeleiding te werken.
De Kombé in West-afrika gebruikten een pijlgif van de plant Strophanthus kombe en Strophantus hispidus dat strophantine bevat. Het veroorzaakt een krampende verlamming.

## Indonesië
In Indonesië en Maleisië werd vooral het sap van de oepasboom (antiaris toxicaria), 'oepas antiar' voor pijlgif gebruikt. Deze bevat het hartvergif antiarine, waarvan de werking vergelijkbaar lijkt te zijn met die van digoxine. Een ander gif, 'oepas tieute' bevat voornamelijk strychnine. ('oepas' is Maleis voor vergif)

## Japan
In Japan werd wel het vergif van de fugu (kogelvis) gebruikt. Dit bevat tetrodotoxine dat inwerkt op de natriumkanalen in de celmembraan. Ook de Japanse Monnikskap, Aconitum japonicum, die aconitine bevat werd (vooral door de Ainu) gebruikt. Ook de agapad (Chaunus marinus) wordt vaak genoemd als ninjagif maar aangezien deze oorspronkelijk uit Zuid-Amerika komt lijkt dit minder waarschijnlijk. Aconitine was ook een bestanddeel van het gif op de speren waarmee sommige stammen op de nabijgelegen aleoeten op walvissen jaagden.

## Nederland
Van de historisch in Nederland voorkomende planten wordt beweerd dat de Galliërs een pijlgif uit de taxus (Taxus baccata) bereidden. De romeinse schrijver Plinius noemt het taxicum venenum dat echter best een misspelling van toxicum, grieks voor vergif kan zijn. 'Toxon' is ook grieks voor boog, en bogen werden vroeger vaak uit taxushout gemaakt. Nu is de taxus inderdaad ongetwijfeld giftig, er zijn vele rapporten van vergiftiging met fatale afloop van dieren en mensen door het eten van de bladeren of het drinken van een aftreksel daarvan, maar of het mogelijk is er een werkzaam pijlgif van te bereiden is minder zeker. Het bevat onder andere taxine en taxol. De LD50 van taxine voor muizen en ratten is ongeveer 20 mg/kg wat voor mensen zou neerkomen op ruim een gram. Het effect is waarschijnlijk vooral op het hart. Taxol (paclitaxel) is ook een chemotherapeuticum tegen kanker dat werkt op de microtubuli in de cel.
Monnikskap (Aconitum sp) is een plant die hier wel voorkomt en die in principe zeker giftig genoeg is om in aanmerking te komen. In de laatste decennia is nog een aanmerkelijke vooruitgang geboekt bij het onderzoek van pijlgiften

## enkele actieve stoffen uit pijlgiften met hun LD50
| stof             | in              | LD50                                 |
| ---------------- | --------------- | ------------------------------------ |
| d-tubocurarine   | curare          | ca. 0,5 mg/kg                        |
| aconitine        | japans pijlgif  | 0,2-1 mg/kg (muis)                   |
| diamphidiatoxine | bosjesmannengif | 0,005-0,02 mg/kg (muis iv)           |
| strychnine       | oepas tieute    | 0,5-3 mg/kg (wisselt per diersoort). |